# New York Stories
New York Stories (bra Contos de Nova York; prt Histórias de Nova Iorque) é um filme estadunidense de 1989, do gênero comédia dramática, contendo três curtas-metragens cujo tema é a cidade de Nova York: Life Lessons, dirigido por Martin Scorsese e escrito por Richard Price; Life Without Zoe, dirigido por Francis Ford Coppola e escrito por ele e sua filha Sofia Coppola; e Oedipus Wrecks, escrito e dirigido por Woody Allen.

## Sinopse

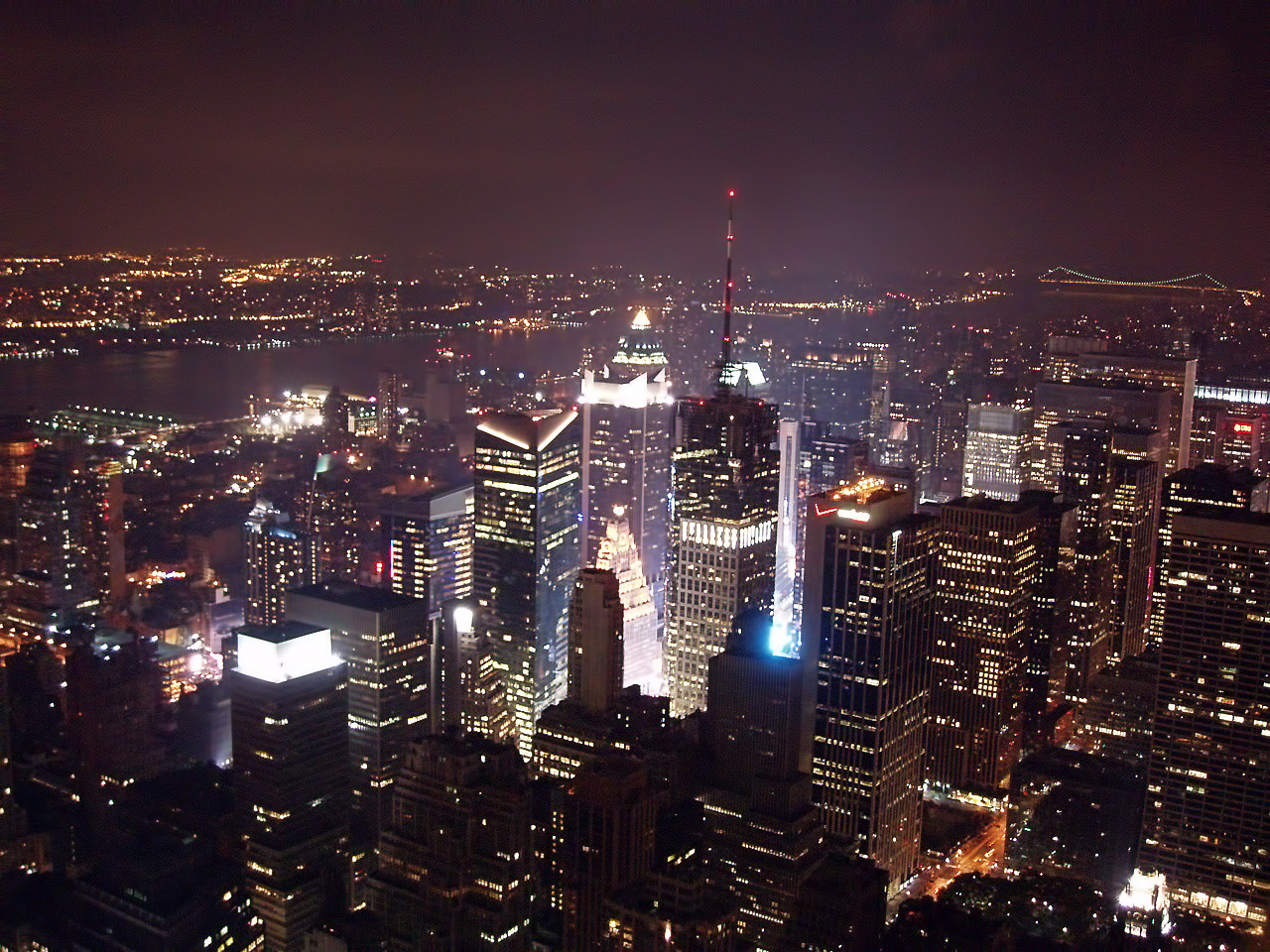
Vista aérea da Times Square desde o Empire State Building, centro de Manhattan.

As três histórias nova-iorquinas falam de seres humanos, seus dramas, sonhos e reações numa mistura de temas dos mais felizes. A diversificação com que Allen, Coppola e Scorsese trataram suas histórias curtas não impede que o filme tenha unidade.

## Elenco

### Life Lessons
| Ator/Atriz       | Personagem        |
| ---------------- | ----------------- |
| Nick Nolte       | Lionel Dobie      |
| Rosanna Arquette | Paulette          |
| Patrick O'Neal   | Phillip Fowler    |
| Steve Buscemi    | Gregory Stark     |
| Peter Gabriel    |                   |
| Deborah Harry    | Mulher impassível |
| Victor Argo      | Policial          |

### Life Without Zoe
| Ator/Atriz         | Personagem      |
| ------------------ | --------------- |
| Talia Shire        | Charlotte       |
| Giancarlo Giannini | Claudio         |
| Heather McComb     | Zoe             |
| Selim Tlili        | Abu             |
| Don Novello        | Hector          |
| Jenny Nichols      | Lundy           |
| James Keane        | Jimmy           |
| Adrien Brody       | Mel             |
| Carole Bouquet     | Princesa Soraya |
| Holly Marie Combs  | Convidada       |

### Oedipus Wrecks
| Ator/Atriz     | Personagem            |
| -------------- | --------------------- |
| Woody Allen    | Sheldon Mills         |
| Mia Farrow     | Lisa                  |
| Julie Kavner   | Treva                 |
| Mae Questel    | Mãe                   |
| Molly Regan    | Secretário de Sheldon |
| Ira Wheeler    | Mr. Bates             |
| Jessie Keosian | Tia Ceil              |
| Kirsten Dunst  | Filha de Lisa         |

## Crítica
New York Stories tem recepção favorável por parte da crítica profissional. O Tomatometer atual no Rotten Tomatoes é de 73%. Por parte da audiência, a aprovação é de 57%.